# Фортинський Федір Якович
Федір Якович Фортинський (15 (27) лютого 1846, Шостьє — 12 (25) грудня 1902, Київ) — український науковець, історик-медієвіст. Ректор Київського університету.

## Біографія
Народився 15 (27 лютого) 1848 року в селі Шостьє (тепер Касимовського району Рязанської області) в родині сільського священика Якова Афанасійовича Фортинського. Випускник Рязанської духовної семінарії. 1869 році закінчив історико-філологічний факультет Петербурзький університет. 20 травня 1872 року захистив дисертацію «Титмар Мерзебургский и его хроника». 31 травня 1872 року був обраний доцентом кафедри загальної історії Університету Святого Володимира.
У 1874–1876 роках навчався за кордоном. 14 березня 1877 року захистив дисертацію «Приморские вендские города и их влияние на образование Ганзейского союза до 1370 года» у Санкт-Петербурзькому університеті, здобувши ступінь доктора загальної історії. 8 квітня 1877 року затверджений екстраординарним професором кафедри загальної історії. 8 травня 1878 року затверджений ординарним професором кафедри загальної історії. У 1887–1890 роках працював деканом історико-філологічного факультету. У 1895 році обраний почесним членом Історичного товариства Нестора Літописця.  1897 року отримав звання заслуженого ординарного професора Університету Святого Володимира.

Могила Федора Фортинського

З 13 серпня 1890 року по 20 липня 1902 року обіймав посаду ректора Університету Святого Володимира; багато зробив для розвитку слов'янознавства; як ректор, провадив реакційну політику царського уряду. У 1902 році обраний почесним членом Київської духовної семінарії.
Помер в Києві 12 (25 грудня) 1902 року. Похований на Байковому кладовищі (ділянка № 10). У цій же могилі поховано прах його доньки Надії Федорівни Фортинської (1880 - 1971)